# شب مال ماست (فیلم)
شب مال ماست (به انگلیسی: We Own the Night) فیلمی محصول سال ۲۰۰۷ و به کارگردانی جیمز گری است. در این فیلم بازیگرانی همچون واکین فینیکس، مارک والبرگ، اوا مندس، رابرت دووال، الکس ودوو، اولگ تاکتاروف، آنتونی کورونه، تونی موسانته، یلنا سولووی، دنی هوچ ایفای نقش کرده‌اند.

## خلاصه داستان
در ساحل برایتون شهر نیویورک و در سال ۱۹۹۸ بابی گرین (واکین فینیکس) مدیر یک باشگاه شبانه است که مالک آن مارات بوژایف است عموی وادیم نژنسکی (الکس ودوو) یکی از مشتری‌های پر و پا قرص باشگاه.
بابی به دور از پدرش بورت گروزینسکی (رابرت دووال) رئیس پلیس در اداره پلیس نیویورک سیتی و برادرش کاپتان جوزف گروزینسکی (مارک والبرگ) زندگی می‌کند. بابی به جای نام خانوادگی پدر از نام خانوادگی مادرش استفاده می‌کند و به عیاشی و سبک زندگی هدونیسم خیلی علاقه دارد، از دوست دخترش آمادا خوآرز (اوا مندس) لذت می‌برد و با دوستش لوئی فالستی (دنی هوچ)حال می‌کند.
یک بار پلیس‌ها به دیسکو می‌ریزند و قصد دارند وادیم را با خودشان ببرند ولی جوزف مانع می‌شود. این موضوع باعث می‌شود رابطه جوزف با پدر و برادرش تیره‌تر از پیش شود...